# دلیوری هیرو
دلیوری هیرو (انگلیسی: Delivery Hero) شرکت سفارش غذا آلمانی است، که در سال ۲۰۱۱ تأسیس شد.